# Europska Formula 2 – sezona 1973.
| Europska Formula 2 1973. | Europska Formula 2 1973.       |
| ------------------------ | ------------------------------ |
| Prvak                    | Jean-Pierre Jarier (March-BMW) |
| Prethodna sezona         | Sljedeća sezona                |
| 1972.                    | 1974.                          |
| Formula 1 – sezona 1973. |                                |

Europska Formula 2 - sezona 1973. je bila 7. sezona Europske Formule 2. Naslov prvaka osvojio je Jean-Pierre Jarier u bolidu March-BMW za momčad STP March Racing Team.

## Poredak
| Mjesto | Vozač                 | Bodovi |
| ------ | --------------------- | ------ |
| 1.     | Jean-Pierre Jarier    | 78     |
| 2.     | Jochen Mass           | 42     |
| 3.     | Patrick Depailler     | 38     |
| 4.     | Vittorio Brambilla    | 35     |
| 5.     | Jacques Coulon        | 34     |
| 6.     | Bob Wollek            | 23     |
| 7.     | Mike Beuttler         | 15     |
| 8.     | Derek Bell            | 13     |
| 9.     | Colin Vandervell      | 13     |
| 10.    | Roger Williamson      | 11     |
| 11.    | Dave Morgan           | 8      |
| 12.    | Dave McConnell        | 6      |
| 13.    | Wilson Fittipaldi     | 6      |
| 14.    | Jean-Pierre Jaussaud  | 6      |
| 15.    | Torsten Palm          | 6      |
| 16.    | Gunnar Nilsson        | 6      |
| 17.    | Sten Gunnarsson       | 5      |
| 18.    | Bill Gubelmann        | 5      |
| 19.    | Roland Binder         | 5      |
| 20.    | Gerry Birrell         | 4      |
| 21.    | Hiroshi Kazato        | 4      |
| 22.    | John Watson           | 4      |
| 23.    | Jo Vonlanthen         | 4      |
| 24.    | John Lepp             | 3      |
| 25.    | Håkan Dahlqvist       | 3      |
| 26.    | Jean-Pierre Jabouille | 3      |
| 27.    | Silvio Moser          | 3      |
| 28.    | Richard Scott         | 2      |
| 29.    | Tom Pryce             | 2      |
| 30.    | Brett Lunger          | 2      |
| 31.    | Spartaco Dini         | 2      |
| 32.    | Peter Salisbury       | 1      |
| 33.    | Bob Marsland          | 1      |
| 34.    | Gabriele Serblin      | 1      |
| 35.    | Kurt Rieder           | 1      |
| 36.    | Bertil Roos           | 1      |
| Mjesto | Vozač                 | Bodovi |